# Der lachende Mann
Der lachende Mann – Bekenntnisse eines Mörders ist ein Dokumentarfilm in Schwarz-Weiß der DDR-Regisseure Walter Heynowski und Gerhard Scheumann über den als „Kongo-Müller“ bekannten Söldner Siegfried Müller aus dem Jahr 1966.

## Handlung
Während des Interviews sitzt „Major“ Siegfried Müller, bekannt und berüchtigt unter dem Namen „Kongo-Müller“, in Uniform vor einem schwarzen Hintergrund. Als Söldner war er Anfang der 1960er Jahre an der Niederschlagung der Simba-Rebellion im Kongo beteiligt. Der Film wirkt als Zeitdokument besonders makaber durch den Widerspruch zwischen der Freundlichkeit des auf den ersten Blick sympathisch wirkenden Mannes und der Brutalität und Grausamkeit seiner Taten, für die er offensichtlich keinerlei Reue empfindet.
Der Filmtitel erklärt sich durch das permanente Lächeln des Mannes, der während des ganzen Interviews kontinuierlich dem Alkohol zuspricht und gegen Ende sogar Schwierigkeiten hat, sich deutlich zu artikulieren. Müller prahlt keineswegs mit Gräueltaten, sondern betont die Friedfertigkeit seines Vorgehens, wobei die Glaubwürdigkeit dieser Aussagen nicht nur durch sein vielseitig interpretierbares Lachen zweifelhaft erscheint. Diesen Eindruck bestätigen die Filmemacher an entscheidenden Stellen, indem sie authentisches Ton- und Fotomaterial in den Film schneiden, durch welches Folter und Morde – auch von Müller selbst – bezeugt werden.

## Zitate
- Im Kongo kennt mich auch jeder. Major Müller, weiß jeder, wo er steckt. Sie brauchen nur schreiben: „Major Müller, Kongo“ – kommt immer an.
- Das war erst mal aus dem Grunde notwendig, um den Schwarzen zu zeigen, dass Weiße da sind. Denn Weiße haben in Afrika auch heute noch einen fantastischen Ruf.
- Angefangen zu trinken habe ich wieder im Kongo. Das ergab sich einfach daraus, dass nichts anderes da war. Ich möchte kein Moorwasser trinken, das ist normal.
- Ich bin dagegen, dass man Blut vergießt, das habe ich im Kongo bewiesen.
- Ich bin gegen das Abschießen von Negern. Weil ich das Gefühl habe, wir haben nicht nur eine Verantwortung für den weißen Menschen in Europa, sondern wir haben genauso eine Verantwortung für die schwarzen Menschen in Afrika.
- Ich bin ein Verteidiger des Westens, der christlichen oder der westlichen Hemisphäre. Und damit hört alles andere auf, alle Ideologie oder sonst was.
- Ich bin für die Befreiung aller Menschen, ob es die Preußen sind oder die Kongolesen.
- Das Goethe-Institut hat total verstanden, um was es sich im Kongo dreht.
- Wir haben für Europa gekämpft, für die Idee des Westens, und zwar für Liberté, Fraternité und so weiter, Sie kennen diese Sprüche. Denn Afrika ist für mich nichts anderes als die Verteidigung des Westens in Afrika.

## Hintergrund
Walter Heynowski und Gerhard Scheumann bildeten als H&S das bekannteste Dokumentarfilm-Team der DDR. Mit Siegfried Müller hatte man es erstmals geschafft, einen bekannten westlichen Söldner vor die Kamera zu bekommen. Heynowski und Scheumann hatten Müller jedoch in dem Glauben gelassen, dass es sich um ein westdeutsches Filmteam handele, da Müller den Deutschen Fernsehfunk nicht der DDR zuzuordnen wusste. Über Müller wurde bereits im Vorfeld von der internationalen Presse berichtet, weil es in seiner Einheit im Kongo vermehrt zu disziplinarischen Verfehlungen gekommen war. Das Filmmaterial von damals wurde in Der lachende Mann in Form von Zwischensequenzen in das laufende Interview eingeblendet.
Der Film wurde am 10. November 1965 in einem Fernsehstudio in München gedreht. Siegfried Müller bekam dafür 10.000 D-Mark Honorar.
Erstaufführung in der DDR war am 9. Februar 1966 im Programm des DFF. Kinostart in der DDR war am 18. März 1966. Als Fortsetzung bzw. Ergänzung zum Kinofilm erschien 1966 der 60-minütige Fernsehfilm PS zum lachenden Mann, der seine Erstausstrahlung in der DDR am 13. September 1966 im DFF 1 hatte.
Nachdem der Film 1966 in der DDR veröffentlicht worden war, konnte man ihn erfolgreich in 37 Länder der Welt exportieren, in der Bundesrepublik Deutschland war die Aufführung jedoch verboten. Der Pazifist Helmut Soeder aus Freiburg brachte nach einem Besuch der Leipziger Messe im Frühjahr 1966 eine Kopie des Films in die Bundesrepublik und konnte so den Film am 9. September 1966 in einer privaten Vorführung zeigen. Als Soeder den Film am 11. September 1966 ein zweites Mal Freunden in Emmendingen zeigen wollte, war die Kriminalpolizei anwesend und machte Soeder darauf aufmerksam, dass er nach dem Verbringungsgesetz vom 24. Mai 1961 verpflichtet sei, Filme aus sozialistischen Ländern dem Frankfurter Bundesamt für gewerbliche Wirtschaft zur Überprüfung vorzulegen. Eine Beschwerde vor dem Bundesverfassungsgericht blieb erfolglos.

## Auszeichnungen
- Der Film gewann auf dem Internationalen Dokumentarfilmfest in Leipzig 1966 den Sonderpreis der Jury.
- Peter Hellmich, Walter Heynowski und Gerhard Scheumann wurden 1966 die Joliot-Curie-Medaille in Gold und der Nationalpreis II. Klasse verliehen.

## Kritiken
„Porträt des deutschstämmigen Siegfried Müller (gen. ‚Kongo-Müller‘), der 1964 als Major der kongolesischen Armee und Söldnerführer, der in zehn Wochen die abtrünnige Äquatorial-Provinz ‚erledigte‘, traurige Berühmtheit erlangte. Alkoholselig und freundlich lachend schildert er seinen Werdegang und enthüllt eine verbrecherische Landsknechtsmentalität. Da er glaubt, westdeutschen Journalisten Rede und Antwort zu stehen, macht er aus seiner antikommunistischen Weltsicht keinen Hehl. Seine Interviewer wiederum nutzen seine Aussagen zu wütenden und polemischen Attacken gegen Westdeutschland. Der teilweise beeindruckende Film, mit dem Heynowski & Scheumann international berühmt wurden, entlarvt die subjektive Herangehensweise seiner Macher und ihre eigentliche politische Zielsetzung; ein Paradebeispiel des ‚gelenkten Dokumentarismus‘.“

„Kongo-Müller ist sicherlich ein merkwürdiges Phänomen. […] Ein Mordgeselle mit gewinnendem Lächeln! Ein Praktiker des Genozids, der eine höfliche Konversation führen kann! Diese Gestalt birst vor Widersprüchlichkeiten, die das Interesse an ihrem Studium wecken. Kongo-Müller paßt nicht in das Klischee vom Söldner, das wir alle mehr oder weniger stark ausgeprägt mit uns herumtrugen.“

„Durch […] ‚Der lachende Mann‘ wurde Siegfried Müller, eine völlig marginale Figur des Söldnereinsatzes im Kongo, als ‚Kongo-Müller‘ zum Typus des modernen Söldners schlechthin stilisiert: zynisch, brutal, aber dabei jovial und durchaus intelligent. Wird heute noch in Deutschland das Söldnerwesen thematisiert, erscheint ein Foto vom ‚lachenden Mann‘ in der Presse.“